# Matt O'Dowd
Matthew John O'Dowd est un astrophysicien australien. Il est professeur agréé dans le département de physique et d'astronomie à l'Université Lehman de l'université de ville de New York,. Il est également un écrivain et hôte de PBS Space Time sur YouTube. Il est fréquemment invité à Science Goes to the Movies sur CUNY TV et à la radio StarTalk avec Neil deGrasse Tyson.

## Carrière
O'Dowd étudie les trous noirs et les quasars en utilisant le principe de la lentille gravitationnelle. Il utilise le télescope spatial Hubble pour observer les quasars éloignés qui s'alignent avec les galaxies avoisinante. Ces galaxies agissent comme des lentilles supplémentaires sur le télescope, permettant ainsi aux scientifiques d'observer le trou noir de façon beaucoup plus détaillé qu'il serait normalement possible de faire.
O'Dowd est professeur agrégé au département de physique et d'astronomie de l'Université de la ville de New York. Il est chercheur au Musée américain d'histoire naturelle. Depuis 2015, il est l'auteur et l'animateur de PBS Space Time, une série de vidéos de PBS Digital Studios. O'Dowd est membre d'équipage du Black Rock Observatory, un observatoire mobile qui a fait ses débuts à Burning Man en 2012.